# Don Orione Barranqueras
Don Orione Athletic Club – argentyński klub piłkarski z siedzibą w mieście Barranqueras, leżącym w prowincji Chaco.

## Osiągnięcia
- Udział w mistrzostwach Argentyny Nacional: 1971
- Mistrz prowincjonalnej ligi Liga Chaqueña de Fútbol (8): 1959, 1970, 1973, 1980, 1982, 1987, 1996 Clausura, 2001 Clausura

## Historia
Klub założony został 1 lipca 1946 roku i gra obecnie w lidze prowincjonalnej Liga Chaqueña de Fútbol.